# Gregor Mendel

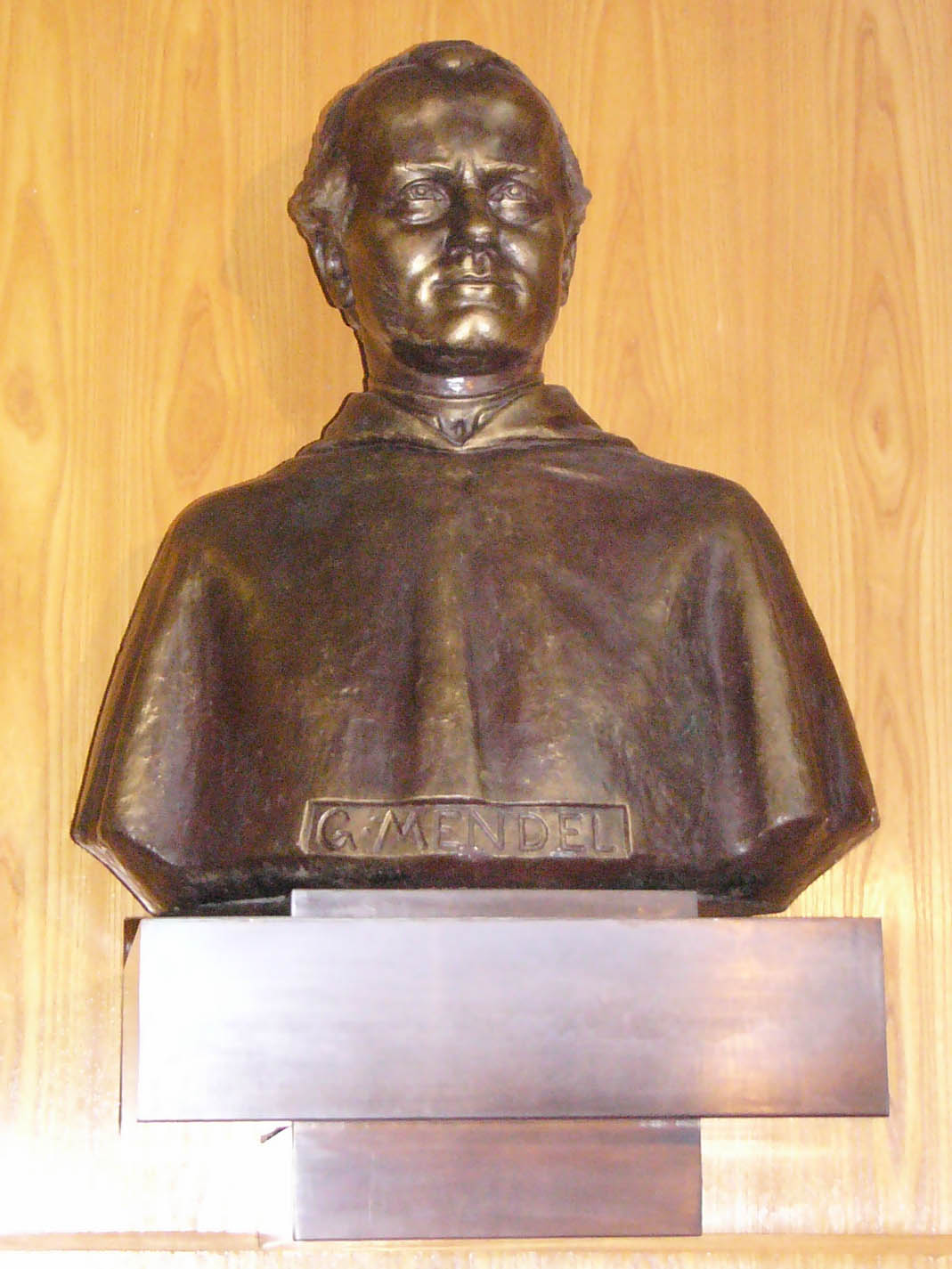
Mellszobra a brnói Mendel Mezőgazdasági és Erdészeti Egyetemen

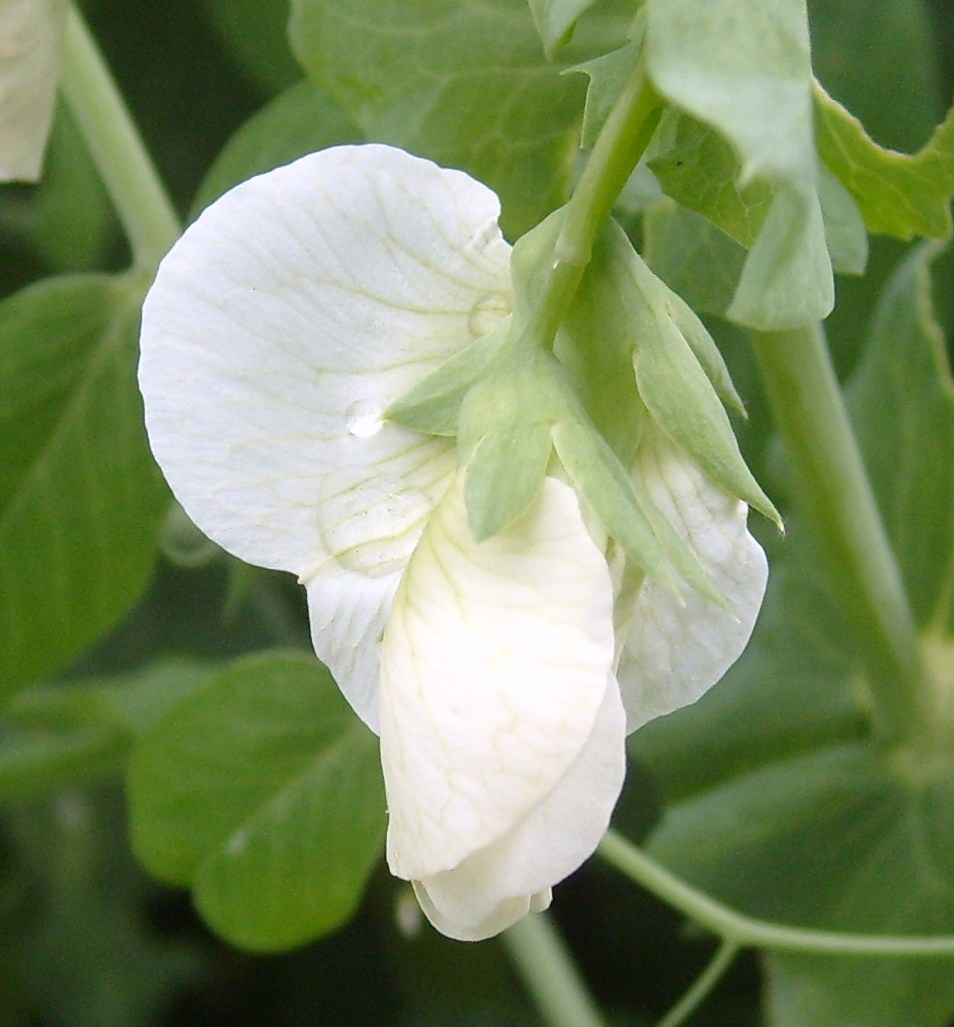
A Borsó virága
Az irányított keresztezést, a véletlenszerű beporzás gátlását elősegítette a borsó pillangós virágának szerkezete és az, hogy az egyes növényeken eltávolította a virágok egyes ivarszerveit (a porzókat, illetve a bibét); Mendel így hozta létre az anyai (bibés, magtermő) és az apai (porzós) szülőket.

A Punnett-táblázat ábrázolja két heterozigóta borsó keresztezését a domináns lila (B) és a recesszív fehér(b) virágok öröklődésével.

Johann Gregor Mendel (Heinzendorf (csehül Hynčice, Nový Jičín-i járás), 1822. július 20. – Brünn, 1884. január 6.) szudétanémet származású Ágoston-rendi szerzetes, a brünni Ágoston-rendi monostor apátja, botanikus, a tudományos örökléstan megalapozója. Botanikai szakmunkákban nevének rövidítése: „Mendel”.

## Jelentősége
Ő állapította meg az ivarosan szaporodó populációkban a gének természetes átörökítésének törvényszerűségeit. Gyakran nevezik őt „a genetika atyjának” is, mert a munkásságának újrafelfedezése alapozta meg az örökléstant.

## Élete
Szudétanémet családban született. Gyermekkorában dolgozott kertészként is. 1840 és 1850 között bölcsészetet tanult az olmützi Filozófiai Intézetben. Elszegényedett, de szeretett volna tovább tanulni és a természet jelenségeit kutatni. Erre más lehetősége nem volt, mint hogy papi pályára lépjen; huszonegy évesen, a brnói Szent Tamás-kolostorban belépett az Ágoston-rendbe. Ekkor vette fel a Gregor szerzetesi nevet. 1844 és 1848 között teológiát és mezőgazdaságot tanult az ó-brünni Ágoston-rendi kolostorban. 1847-ben szentelték pappá. 1849/50-ben matematikát és görög nyelvet tanított a znaimi gimnáziumban. 1851 és 1853 között az apát kérésére Bécsben járt egyetemre. Eközben fejlesztette matematikai tudását és megismerkedett az atomelmélettel. A növénytan vizsgán megbukott, ezért nem kapott tanári diplomát. 
1853-ban tért vissza az apátságba, ahol főleg fizikát oktatott. 1854 és 1868 között a brünni felsőfokú reáliskolában a természetrajz helyettes tanára volt. 1856 és 1863 között a brünni kolostor kertjében végzett növénykeresztező kísérleteivel megállapította az örökletes „faktorok” utódnemzedékekbe átjutásának törvényszerűségeit, és ezzel megalapozta a modern genetikát. 1868-ban a monostor perjelévé (házfőnökévé) választották, ezután kevésbé foglalkozhatott a növények keresztezésével (bár meteorológiai feljegyzéseit folytatta). Ideje nagy részét lekötötte az adminisztrálás és a viaskodás a kormánnyal.

## Tudományos munkássága
Egyetemi professzorai és szerzetestársai is arra ösztökélték, hogy tanulmányozza a növények változatosságát és azt, hogyan keletkeznek a hibridizálással új változatok. Ő maga is szerette a természetet. Nem annyira a növények érdekelték , mint inkább a fajták, a változatok és a fajok képződése, az evolúció jelenségei. Intenzíven foglalkozott meteorológiával is. A leginkább arra volt kíváncsi, hogyan tesznek szert a növények a „típus” növény jellegeitől (lásd még tipológia, faj) eltérő tulajdonságokra.
A monostor körül sétálva vette észre egy dísznövény atípusos változatát; ezt felvette, és a kolostorkertben a típusnövény közelébe ültette. Utódaikat egymás mellett nevelte, hogy lássa, a következő nemzedékekben közelebb kerülnek-e a jellegeik. E kísérletekkel szerette volna alátámasztani vagy illusztrálni az evolúció első tudományosnak gondolt elképzelését felvázoló Jean-Baptiste Lamarck nézeteit arról, hogyan befolyásolja az élőlények tulajdonságait a környezet. Azt figyelte meg, hogy a környezet azonossága ellenére az egyes növények utódai többé-kevésbé megtartották a szülők lényegi (és egymástól eltérő) tulajdonságait, vagyis azokat a környezet alig vagy nem befolyásolta. Ez az egyszerű vizsgálat adta az ötletet az öröklődés mechanizmusának kereséséhez.
Alapos meggondolások után precízen tervezett kísérletekkel fogott hozzá a borsók megfelelő tulajdonságainak kiválasztásához, majd egyedeik irányított keresztezéséhez. Az irányított keresztezést, a véletlenszerű beporzás gátlását elősegítette a borsó pillangós virágának szerkezete és az, hogy az egyes növényeken eltávolította a virágok egyes ivarszerveit (a porzókat, illetve a bibét); így hozta létre az anyai (bibés, magtermő) és az apai (porzós) szülőket. A kísérleteinek hátterében az a meggondolást állt, hogy az egyedek öröklődő tulajdonságai nem egységes mintázattömböt alkotnak, hanem különböző és elkülöníthető jellegek összességét; minden egyes örökletes jelleg mögött egy-egy örökítő „faktor” állhat, amely valami módon meghatározza a szóban forgó tulajdonságot. (A kísérleteiben azt nem vizsgálhatta még, hogy az örökítő „faktor” hogyan határozza meg a tulajdonságot és nem elemezhette ennek fejlődési történetét sem.)
Főleg borsókon végzett gondos és előre eltervezett keresztezési kísérleteiben először is előállította a „tiszta származéksorú” (vagyis homozigóta) szülői nemzedéket (P/arentes/), amelyekben az anyai és az apai szülő egy vagy néhány jól meghatározható tulajdonságban különbözött (például gömbölyű vagy szögletes magvú, sárga vagy zöld magszínű). Majd ezek keresztezésével az első hibridnemzedéket (F1 /filius/), azután ezek egymás közti keresztezésével a második hibridnemzedéket (F2) hozta létre. Megfigyelte a P szülői tulajdonságok megoszlását az egyes (F1 és F2) nemzedékekben, és statisztikailag értékelte a tulajdonságok relatív megoszlását. A megfigyeléseit és a következtetéseit szabályokba foglalva 1865 februárjában előadta a Brünni Természetvizsgáló Egyesület ülésein, majd 1866-ban publikálta is Versuche über Pflanzen-Hybriden címmel az egyesület évkönyvében.
Ő volt az első, aki a keresztezési kísérleteket olyan terjedelemben és statisztikailag értékelve végezte, hogy ezzel lehetségessé vált megállapítani a hibrid utódok különböző tulajdonságú alakjainak számát, meghatározni a különféle formatípusok nemzedékekbeli számviszonyait. A munkája közben rájött a sikeres örökléstani kísérletezés feltételeire:
- a kísérleti növényeknek különböző és állandó (örökletes) tulajdonságokkal kell rendelkezniük;
- csakis a kiválasztott keresztezéseket szabad megengedni, a nem kívánt megporzásokat mesterséges beavatkozással ki kell zárni;
- az egymást követő nemzedékekben a hibrideknek és utódaiknak nem szabad észrevehető termékenyülési zavart szenvedniük (mert akkor nem fog minden lehetséges forma bekerülni a statisztikai értékelésbe).

A munkájának eredményei a Mendel-szabályok, amelyek leírják az örökletes faktorok nemzedékek közötti átjutásának törvényszerűségeit az ivaros szaporodású fajokban. Rájött, hogy minden örökletes tulajdonságot az egyedekben két, meglehetősen stabilis „faktor” határoz meg, míg az ivarsejtekben minden tulajdonságra nézve csak egy „faktor” található (vagyis mai szóhasználattal: az egyedek sejtjei diploidok, míg az ivarsejtek haploidok). Az öröklésért felelős „faktorok” nem elegyednek egymással, hanem diszkrét egységekként véletlenszerűen kombinálódva jutnak az utódokba (az öröklődésnek is vannak tehát „atomjai”). Azt is megfigyelte, hogy ha a hibridekben két különböző „faktor” van jelen, akkor az egyik domináns hatású lehet a másik mellett, mert ilyenkor a hibrid a domináns faktornak megfelelő tulajdonságot fogja mutatni; míg a másik faktor recesszív (rejtőzködő) a domináns mellett, mert a hibridben nem jelenik meg az általa meghatározott tulajdonság, de a következő nemzedékben két ilyen faktor összekerülése az utódban a recesszív tulajdonság megjelenését fogja előidézni. Azt is észrevette, hogy bizonyos esetekben a hibrid kétféle faktora köztes tulajdonságot határoz meg, amely eltér mind a dominánstól, mind a recesszív alaktól.

## Munkásságának újrafelfedezése és hatása
A következtetéseit nem értették meg és a munkásságával nem foglalkoztak. Elsősorban azért, mert abban az időben mindenki az evolúciós változások vizsgálatának és kutatásának lázában égett, a legtöbben az evolúciós változások okait keresték. A kísérleti genetika viszont éppen a tulajdonságok megőrződését elemezte, ami akkor kevésbé tűnt fontosnak. Úgy halt meg, hogy nem érhette meg a felfedezéseinek elismerését. 1900-ban két cseh-osztrák (Carl Correns és Erich von Tschermak) és egy holland botanikus (Hugo de Vries) újra felfedezte a Mendel feltárta törvényszerűségeket; ezeket ők nevezték el Mendel-szabályoknak, ők adták a négy szabály sorszámait és pontos megfogalmazásait. 1902-től azután a törvényszerűségek alkalmazhatóságát igazolták számos, növényi és állati, majd emberi öröklésmenet esetében is.
Kísérleti eredményeit később vitatták, mert nehezen tudták elképzelni, hogy a különféle örökletes jellegek eloszlása a nemzedékekben annyira pontosan kövesse az elméletileg várt arányokat, mint ahogy ő állította. De csak kevesen merték azzal vádolni Mendelt, hogy kozmetikázta vagy „kisimította” volna az adatait. Eredményeinek többszöri reprodukálása ugyan bizonyította a hipotézisének és adatfelméréseinek pontosságát, ám egyesek mégis rejtélyesen pontosnak tartották az eredményeit.
A felfedezésének jelentőségéről az 1900-as években egy rövid ideig vitázott William Bateson és Karl Pearson; az előbbi védelmezte a mendeli elképzeléseket, az utóbbi (mint statisztikus) túlságosan mesterségesnek vélte a kísérleteit. 1918-ban Ronald A. Fisher már a mendeli genetikát vette kiindulási alapnak az evolúciós folyamat populációgenetikai szintéziséhez.
Az 1920-30-as években az eredményeit ismét beépítették az evolúció szintetikus elméletébe, mert felismerték, hogy a szelekcióra alapított evolúcióelmélet nem értelmezhető az öröklődés és a változatok generálása nélkül.

## Mendel-féle törvények
1. A gaméták tisztaságának elve, amit monohibridizációval bizonyítottak.
2. Az F1 nemzedék hibridjeinek egyformasága.
3. Tulajdonságpárok önálló hasadásának törvénye.
4. Független öröklődés törvénye.

## Mendel és Darwin
Nagyjából egy időben éltek, mégis alig ismerték egymás munkásságát. Charles Darwin 1859-ben kiadott műve, A fajok eredete, az evolúció fő mozgatójának a természetes kiválogatódást gondolta: a természetben létrejött változatokat a természet erői utólag szelektálják. A változatok létrejöttének mechanizmusát akkor még senki sem ismerte. De evolúció létrejöttéhez a létrejött változatoknak öröklődniük is kell, mert másképpen nem jöhet létre az élővilág változatosságának időbeli kibontakozása (amit az evolúció jelent). Mendel csak a kísérleteinek befejezése után, de még az eredményeinek publikálása előtt olvasta Darwin művét. Az írásában vannak is darwini jellegű bekezdések. Darwin nem ismerte Mendel cikkét, de egyes könyvekben talált rá utalást. Ezért az ő idejükben nem jöhetett létre a szelekcióval zajló evolúció és az örökletes változatok öröklődésének szintézise. Ehhez meg kellett várni annak belátását, hogy csak az öröklődéssel megőrződött változatok szerepelhetnek az evolúcióban, másrészt pedig meg kellett várni, míg a statisztika eléggé fejletté vált ahhoz, hogy megbirkózzék a populációgenetika problémáival.

## Fő műve
J.G. Mendel (1866): Versuche über Pflanzen-Hybriden. Verhandlung des Naturforschenden Vereins in Brünn 4, 3-47. 

## Magyarul
- Kísérletek növényhibridekkel; ford., bev. Rapaics Raymund; Királyi Magyar Természettudományi Társulat, Bp., 1944 (A természettudományok elemei)
- A genetika évszázada. Válogatás Gregor Mendel, Francis Galton írásaiból; vál., szerk. Szabó T. E. Attila; Kriterion, Bukarest, 1976 (Téka)
- Kísérletek növényhibridekkel. Ford.: Horváth Gyula. In: I.T. Frolov és Sz.A. Pasztusnij: A genetika száz éve. Budapest: Kossuth Kiadó, 1980